# サムナー郡 (テネシー州)
サムナー郡（英: Sumner County）は、アメリカ合衆国テネシー州の北部に位置する郡である。人口は19万6281人（2020年）。郡庁所在地はギャラティンであり、同郡で人口最大の都市はヘンダーソンビルである。サムナー郡は1786年に設立され、郡名はアメリカ独立戦争の英雄ジェスロ・サムナーに因んで名付けられた。
サムナー郡は、ナッシュビル・ダビッドソン・マーフリーズボロ・フランクリン都市圏に属している。

## 地理
サムナー郡は、中部テネシーにあり、北はケンタッキー州との州境である。カンバーランド川が初期の交易や交通に重要な役目を果たし、西流してオハイオ川に合流している。
アメリカ合衆国国勢調査局に拠れば、郡域全面積は543平方マイル (1,410 km2)であり、このうち陸地529平方マイル (1,370 km2)、水域は14平方マイル (36 km2)で水域率は2.54%である。

### 隣接する郡
- デビッドソン郡 - 南西
- メイコン郡 - 東
- ロバートソン郡 - 西
- トラウスデール郡 - 南東
- ウィルソン郡 - 南
- アレン郡 (ケンタッキー州) - 北東
- シンプソン郡 (ケンタッキー州) - 北西

## 人口動態

2000人口ピラミッド

以下は2000年国勢調査による人口統計データである。
| 基礎データ - 人口: 130,449人 - 世帯数: 48,941 世帯 - 家族数: 37,048 家族 - 人口密度: 95人/km2（246人/mi2） - 住居数: 51,657軒 - 住居密度: 38軒/km2（98軒/mi2） 人種別人口構成 - 白人: 91.49% - アフリカン・アメリカン: 5.78% - ネイティブ・アメリカン: 0.29% - アジア人: 0.66% - 太平洋諸島系: 0.03% - その他の人種: 0.80% - 混血: 0.96% - ヒスパニック・ラテン系: 1.76% 年齢別人口構成 - 18歳未満: 26.3% - 18-24歳: 8.0% - 25-44歳: 30.7% - 45-64歳: 24.3% - 65歳以上: 10.7% - 年齢の中央値: 36歳 - 性比（女性100人あたり男性の人口） - 総人口: 95.9 - 18歳以上: 92.3 | 世帯と家族（対世帯数） - 18歳未満の子供がいる: 36.3% - 結婚・同居している夫婦: 61.1% - 未婚・離婚・死別女性が世帯主: 10.8% - 非家族世帯: 24.3% - 単身世帯: 20.3% - 65歳以上の老人1人暮らし: 7.2% - 平均構成人数 - 世帯: 2.64人 - 家族: 3.04人 収入と家計 - 収入の中央値 - 世帯: 46,030米ドル - 家族: 52,125米ドル - 性別 - 男性: 36,875米ドル - 女性: 25,720米ドル - 人口1人あたり収入: 21,164米ドル - 貧困線以下 - 対人口: 8.1% - 対家族数: 6.2% - 18歳未満: 10.5% - 65歳以上: 10.0% |

## 都市と町

### 都市
- ヘンダーソンビル
- ギャラティン（郡庁所在地）
- グッドレッツビル（一部はデビッドソン郡）
- ミラーズビル（一部はロバートソン郡）
- ミッチェルビル
- ポートランド
- ホワイトハウス（一部はロバートソン郡）

### 町
- ウェストモアランド

### 国勢調査指定地域
- ベスページ
- カスタリアンスプリングス
- コットンタウン
- ウォルナットグローブ

## 教育

### 教育委員会
郡内の学校はサムナー郡教育委員会が管轄している。郡内11の教育学区から選ばれた11人と教育長のデル・フィリップス博士とで構成される12人の委員会である。委員の任期は4年間であり、2年ごとに半数が改選される。教育長は教育委員会との契約で職務を行う。委員会の会合は毎月開催され、公開されている。この教育体系の2006年から2007年学校年度で一般会計予算は約1億5,800万ドルだった。
郡全体の教育体系で、教員免許のある者約1,950人、教師ではない雇員約1,800人を雇用している。180以上のバス路線を運行させており、毎日6,000マイル (9,700 km) 以上を走っている。学校の床面積の総計は100エーカー (0.40 km2) 以上である。2007年8月時点で26,528人の児童生徒が入学していた。
小学校（幼稚園生から5年生）は25校、中学校（6年生から8年生）は11校、高校（9年生から12年生）は8校ある。他にマグネットスクール1校、オールターナティブスクール1校がある。

### 私立学校
- セントジョン・ビアニー・カトリック小学校（幼稚園生から8年生）
- サウスサイド・クリスチャン学校（幼稚園生から12年生）
- サムナー・アカデミー（幼稚園生から8年生）

### 高等教育機関
- ボランティア州立コミュニティカレッジ

## 著名な出身者
潜水艦H・L・ハンリーの発明者ホレス・ローソン・ハンリーは、1823年6月20日にサムナー郡で生まれた。1863年10月15日、ハンリーは他に7人の乗組員と共に、チャールストン港のピンクニー砦近くで試験潜航を行っているときに溺死した。その財政と技術的な貢献に加えて、早すぎる死となったことで、非公式には「フィッシュボート」と呼ばれていたこの潜水艦はハンリーと名付けられた。1864年2月17日夜、ハンリーはUSSヒューサトニックを沈め、敵艦を沈めた初の潜水艦となった。
ポップ・カントリー・ミュージックのスター、テイラー・スウィフトはサムナー郡に住んでいたとされている。